# Лигња и кит
Лигња и кит (енгл. The Squid and the Whale) амерички је филм независне продукције из 2005. режисера и сценаристе Ное Бомбака у коме натупају Џеф Данијелс, Лора Лини и Џеси Ајзенберг.
Радња филма, који је инспирисан Бомбаковим личним искуством, смештена је у Бруклин осамдесетих година прошлог века и прати два брата који се суочавају са разводом својих родитеља.
Филм је премијерно приказан на Филмском фестивалу Санденс, где је наишао на добре реакције критичара и био награђен признањима за најбољу режију и сценарио. Филм је касније био номинован за Оскара за најбољи оригинални сценарио, шест награда Спирит и три Златна глобуса и нашао на листи 10 најбољих филмова 2005. по избору Америчког филмског института.

## Радња
Њујорк, средина 1980-их. Бернард (Џеф Данијелс), некада популарни писац романа и отац два сина тинејџера, разводи се од своје жене Џоан (Лора Лини), успешне списатељице. Болно доживљавајући раздвајање родитеља, најмлађи син Френк (Овен Клајн) - будући тенисер и необуздани мастурбатор - стаје на страну своје мајке. Старији Волт (Џеси Ајзенберг), романтични хуманиста, уверен да су нездраве списатељске амбиције његове мајке уништиле његову некада пријатељску породицу, сели се код оца.

## Улоге
| Глумац          | Улога           |
| --------------- | --------------- |
| Џеф Данијелс    | Бернард Беркман |
| Лора Лини       | Џоан Беркман    |
| Џеси Ајзенберг  | Волт Беркман    |
| Овен Клајн      | Френк Беркман   |
| Ана Паквин      | Лили            |
| Вилијам Болдвин | Ајван           |
| Хали Фајфер     | Софи Гринберг   |